# Marie-Euphrasie Pelletier
Marie-Euphrasie Pelletier, född Rose Virginie Pelletier 31 juli 1796 i Noirmoutier-en-l'Île, död 24 april 1868 i Angers, var en fransk romersk-katolsk nunna och grundare av kongregationen Den gode Herdens systrar år 1825. Hon vördas som helgon i Romersk-katolska kyrkan, med minnesdag den 24 april.

## Biografi
Marie-Euphrasie Pelletier avlade sina löften i Vår Fru av Barmhärtighetens orden, grundad av Jean Eudes år 1641. År 1825 grundade Pelletier Den gode Herdens systrar och blev dess generalsuperior år 1831.

### Webbkällor
- Borrelli, Antonio; Agasso, Domenico. ”Santa Maria di S. Eufrasia (Rosa Virginia Pelletier), fondatrice” (på italienska). Santi e Beati. Arkiverad från originalet den 8 januari 2021. https://archive.md/bRFP6. Läst 8 januari 2021.
- ”Saint Mary Euphrasia Pelletier” (på engelska). CatholicSaints.Info. Arkiverad från originalet den 8 januari 2021. https://archive.md/eGVNP. Läst 8 januari 2021.